# Gornja Breza
Gornja Breza es un pueblo ubicado en el municipio de Breza, en el cantón de Zenica-Doboj, Bosnia y Herzegovina.

## Superficie
Cuenta con una superficie de 2,73 km².

## Demografía
Hasta 2013 la población era de 379 habitantes, con una densidad de población de 138,6 hab/km².
| Gráfica de evolución demográfica de Gornja Breza entre 1961 y 2013                 |
|                                                                                    |
| Datos según Population statistics of Eastern Europe & former USSR y Statistika.ba. |